# Зеньков, Владимир Павлович
Владимир Павлович Зеньков (25 мая 1910 — 6 марта 1949) — советский военачальник, полковник, участник Великой Отечественной и советско-японской войн.

## Биография
Владимир Павлович Зеньков родился 25 мая 1910 года в городе Полоцке (ныне — Витебская область Белоруссии). Работал ремонтным рабочим на железной дороге, затем писарем на складе в родном городе. В октябре 1929 года добровольцем поступил на службу в Рабоче-Крестьянскую Красную Армию. В 1932 году окончил Объединённую Белорусскую военную школу имени ЦИК Белорусской ССР и курсы переподготовки командного состава зенитной артиллерии. Служил на командных должностях в различных войсковых частях. С апреля 1941 года был начальником штаба 751-го зенитно-артиллерийского полка ПВО.
С начала Великой Отечественной войны — на её фронтах. Участвовал в боях за Белорусскую ССР, Смоленском сражении, битве за Москву. С ноября 1941 года был старшим помощником начальника 1-го отделения Управления ПВО Калининского фронта. В мае 1942 года назначен начальником отдела ПВО 41-й армии. Принимал участие в Курской битве, будучи заместителем по ПВО командующего артиллерией Степного фронта, а затем командующим артиллерией 53-й армии. В ноябре 1943 года был назначен командиром 30-й зенитно-артиллерийской дивизии Резерва Главного Командования. Во главе неё участвовал в освобождении Украинской и Молдавской ССР, Румынии, Венгрии, Австрии, Чехословакии.
Участвовал также в советско-японской войне, во время которой его дивизия осуществляла прикрытие от налётов японской авиации в ходе Хингано-Мукденской операции. По завершении боевых действий продолжал службу в Советской Армии, был заместителем командира, командиром 452-й зенитно-артиллерийской бригады Резерва Главного Командования. 
Скончался 6 марта 1949 года.

## Награды
- Орден Красного Знамени (5 октября 1945 года);
- Орден Богдана Хмельницкого 2-й степени (28 апреля 1945 года);
- Орден Отечественной войны 1-й степени (18 сентября 1943 года);
- Орден Красной Звезды (3 ноября 1944 года);
- Медаль «За оборону Москвы» и другие медали.